# Akt Zluky

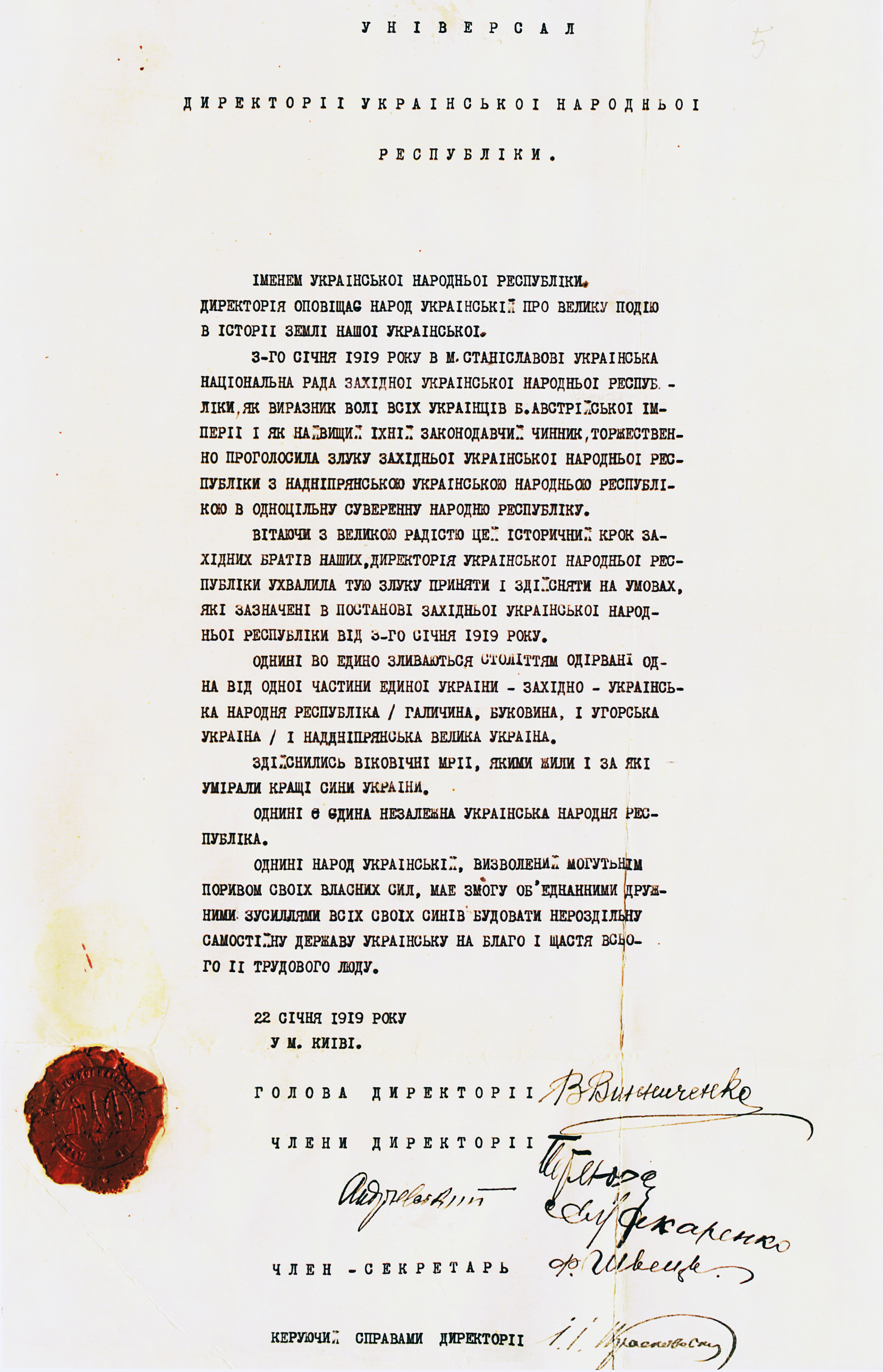
Akt Zluky

L'Atto di Unificazione (ucraino: Акт Злуки, IPA: [ɑkt zlukɪ], Akt Zluky) fu un accordo firmato il 22 gennaio 1919 dalla Repubblica Popolare Ucraina e dalla Repubblica Nazionale dell'Ucraina Occidentale nella piazza di Santa Sofia a Kiev. Dal 1999, il 22 gennaio è una festa nazionale, il Giorno dell'Unità dell'Ucraina.
| Controllo di autorità | LCCN (EN) sh85139363 · J9U (EN, HE) 987007558401305171 |